# Burnside (Newfoundland en Labrador)
Burnside is een plaats (neighbourhood) in de Canadese provincie Newfoundland en Labrador. De kleine nederzetting bevindt zich aan de oostkust van het eiland Newfoundland en maakt deel uit van het local service district Burnside-St. Chads. In Burnside bevindt zich een veerhaven.

## Toponymie
In de vroege 20e eeuw werd de plaats beschouwd als drie in elkaar overlopende gehuchten, namelijk Squid Tickle, Holletts Tickle en Holletts Cove. In 1912 legde een zware bosbrand de nederzetting vrijwel volledig in de as. Na de wederopbouw ging de plaats onder de naam Burnside (letterlijk "brandkant") bekendstaan, ter herinnering aan de ramp.

## Geschiedenis
Ongeveer eind de jaren 1870 ontstond er op deze locatie een kleine winternederzetting van vissers uit de omgeving. In 1885 vestigden mensen afkomstig uit Salvage zich als eersten permanent op de plaats. Zoals voormeld had iedere vestigingslocatie (Squid Tickle, Holletts Tickle en Holletts Cove) een aparte identiteit tot aan de grote bosbrand van 1912. Ook in 1921 werd Burnside grotendeels vernietigd door een natuurbrand.
In 1938 werd er een kerk gebouwd. De gemeenschap kende een aanzienlijke groei toen in de jaren 50 in het kader van de hervestigingen in Newfoundland een aantal families van Flat Island, North Island en de Coward Islands naar de nederzetting verhuisden. In 1961 piekte het inwoneraantal op 213 personen.
De gezinnen leefden vooral van de zee: de mannen bedreven de visserij in zowel naburige wateren als in het verre Labrador en namen seizoensgebonden deel aan de zeehondenjacht. Tegen de jaren 70 was de levensvatbaarheid van deze sectoren echter sterk achteruit gegaan en waren de meeste vissers actief in de kreeftenvangst.
De plaats kende emigratie vanwege het gebrek aan werkgelegenheid. De school – die reeds in 1898 geopend was – sloot de deuren, waardoor vanaf de jaren 70 kinderen naar school moesten in Eastport. In 1976 telde Burnside nog 139 inwoners.
Sinds 1986 hebben de inwoners van het plaatsje een beperkte vorm van lokaal bestuur, doordat Burnside deel ging uitmaken van het nieuw opgerichte local service district Burnside-St. Chads.
De bevolkingsomvang van Burnside daalde verder naar 68 in 1991 en slechts 59 in 1996. In 2021 waren er nog een 40-tal inwoners.

## Geografie
De nederzetting bevindt zich op Eastport, een relatief groot schiereiland aan de Newfoundlandse oostkust. Ze ligt meer bepaald in het noorden van dat schiereiland, dicht bij de open wateren van het Morris Channel. De bebouwing zelf ligt weliswaar aan goed afgeschermde wateren. Ze ligt enerzijds aan de oevers van de Hollets Cove en anderzijds aan die van de Squid Tickle en de Holletts Tickle, zijnde de erg smalle watergangen tussen het vasteland enerzijds en respectievelijk Squid Tickle Island en Holletts Island anderzijds. Een vijftiental woningen bevindt zich op Squid Tickle Island, dat via een 30 m lange causeway met het vasteland is verbonden.
De plaats ligt zo'n 3 km ten noorden St. Chads en zo'n 7 km ten noorden van het dorp Eastport. Ze is via de weg enkel bereikbaar langs de baan die vanuit Eastport en via St. Chads tot in Burnside loopt.
Burnside ligt in vogelvlucht zo'n 10 km ten noordoosten van het Nationaal Park Terra Nova.

## Veerhaven

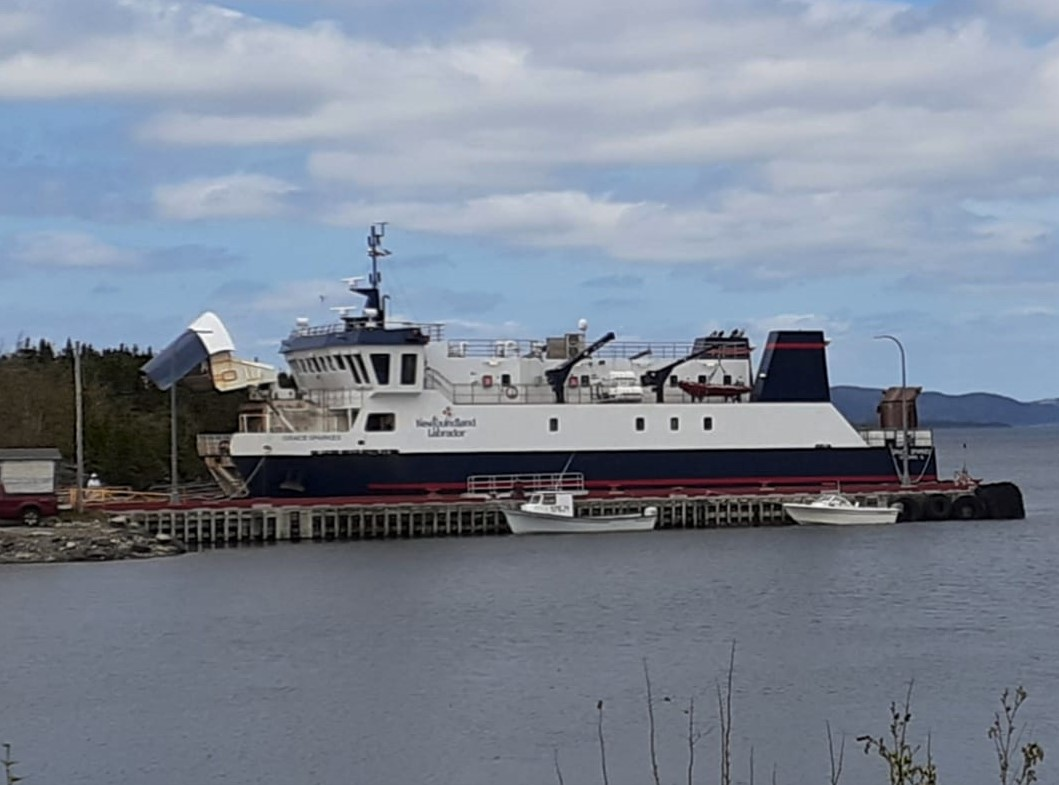
De MV Grace Sparkes in de veerhaven van Burnside

In Burnside, meer bepaald in de Hollets Cove, bevindt zich een kleine veerhaven. Van daaruit maakt een veerboot twee- tot driemaal per dag de verbinding met St. Brendan's, een kleine gemeenschap op Cottel Island. De oversteek naar de outport duurt één uur en overbrugt een afstand van 18 km. De veerboot, de MV Grace Sparkes, heeft een capaciteit van 80 personen en 16 voertuigen.